# 松島かのん
松島 かのん（まつしま かのん、2006年4月1日 - ）は、日本の女優、タレント、グラビアアイドル。愛媛県出身。リップ所属。

## 概要
2015年、小学4年生の時に地元のテレビ番組「なるちか」に出演。
2016年、小学5年生の時に東京トップキッズコレクションやGirlsAward2016ssに出演。
2017年、小学6年生の時にジュニアブランドALGYのWEBモデルに起用された。
2021年、中学校3年生の時にスカウトされて芸能事務所に入る。同年8月『LARMEレギュラーモデルオーディション2021』にてモデルプレス賞を受賞。
2022年、漫画雑誌『週刊ヤングジャンプ』(集英社)主催の『制コレ22』で準グランプリを受賞。同年11月2日発売の『週刊ヤングジャンプ』49号でエイミーとともに巻頭グラビアに起用された。
2022年12月と2023年5月に、生放送の報道番組BSよしもと『ワシんとこ・ポスト』でコメンテーターを務めた。
2023年8月、たやのりょう一座第12回公演 怪盗☆ドラゴンカンパニーVol.3「亡霊島と永遠の鍵」(大阪ABCホール)で初舞台を踏んだ。
2024年、4月1日には1st写真集『ボクとかのん。』を発売。撮影は2月上旬に沖縄県で行われた。また、高校を卒業したのを機に上京。同年4月『モデルプレス読者モデルオーディション2024』にてモデルプレス編集部賞を受賞。6月よりモデルプレスにて連載記事がスタートされた。同年7月にはさかいゆりや、清水にな、秋元悠里、赤城ありさと共に『3代目シントトロイデンガールズ』に起用された。18歳3ヶ月での就任はガールズ史上最年少である。同年9月、グローバルショートドラマアプリ「Vigloo(ビグルー)」から日本向けオリジナルショートドラマ第1弾として配信された作品「理想彼氏-5人のイケメンとJKのキス-」の主演を務めた。
2024年12月20日に7人組アイドルグループ「EYE CANDY」でデビュー。12月21日にデビューライブが行われた。
イメージカラーはキャンディグリーンでリーダーを務める。。
12月24日にはデビュー曲「褒めてもいいんだよ」と「5cm」が各音楽配信サービスで配信された。

## 人物
- 芸能事務所入りする前から、ジュニアブランドのWebモデルやファッションショーに出演するなど活動していた。
- 高校卒業までは愛媛に在住。
- 6歳から地元のダンススクールに通っていた。
- 書道は毛筆8段 硬筆7段である。
- 3代目 シントトロイデンガールズで『今日も明日もいい予感！ガールズ史上最年少の伊予媛(いよひめ)』というキャッチコピーが付いた。
- 2024年12月20日から7人組アイドルグループ「EYE CANDY」のリーダーを務める。
- 趣味・特技は料理・習字・ダンス・動画編集・バルーンアート[1]。
- 幼少期からの友人に モーニング娘。15期メンバーの岡村ほまれがいる。

## 出演
テレビ
- 超無敵クラス(2021年10月26日、日本テレビ)[12]
- リトステ！(2022年11月25日、tvk)[13]
- ものまねグランプリ(2022年12月13日、日本テレビ)[14]
- ワシんとこ・ポスト（2022年12月21日、2023年5月26日、BSよしもと)[15]
- 加藤浩次のちゃっかりバズってます!!(2023年2月3日・10日・17日・24日・3月3日・10日、テレビ西日本)[16]

WEBテレビ
- ヤングジャンプ45周年記念特別番組(2024年7月7日、ABEMAアニメSPECIAL2)[17][18]

配信ドラマ
- 理想彼氏-5人のイケメンとJKのキス-（2024年9月12日、Vigloo）- 主演 篠宮姫花 役[19]

映画
- 学園探偵薔薇戦士 放課後探偵始動〜顔の無い乙女を探せ〜（2023年11月17日）- 白鳥果林 役[20]

配信映画
- 青春ゲシュタルト崩壊（2022年） - 主演・間宮朝葉 役[21]

舞台
- たやのりょう一座第12回公演 怪盗☆ドラゴンカンパニーVol.3「亡霊島と永遠の鍵」（2023年8月5日・6日、大阪ABCホール）[22]

WEB CM
- ヒルバレーポップコーン（2020年）
- Y!mobile(2021年)
- 八月のシンデレラナイン海ver.2022年ver（2022年）
- Dislyte-新世代ネオンシティ-（2023年）

ラジオ
- さくらガール笑顔満開（2020年〜2022年3月、FM AICHI）
- 一ノ瀬陽鞠のパカッとひまりん（2023年11月19日・26日、MRO）
- 山口大介と伊藤ダイスケのおしゃべりワンルーム(2025年3月27日、鳥越アズーリFM)

雑誌
- ヤングジャンプ(集英社)
- ヤングジャンプヒロイン2(集英社)
- ヤングジャンプダイイチワ(集英社)
- B.L.T.(東京ニュース通信社)
- Zipper2023年春号(DONUTS)
- 週刊プレイボーイ(集英社)
- BOMB(ワン・パブリッシング)
- 美少女百選(東京ニュース通信社)
- STRiKE!12回表(主婦の友社)
- FRIDAY(講談社)
- FLASHスペシャル(光文社)
- 週刊アスキー(KADOKAWA、表紙)
- BOMB Love Special2024#1
- CARトップ2024年8月号(交通タイムス社、表紙)
- 週刊現代(講談社)
- 週刊SPA!(扶桑社)
- FRIDAY GOLD2024年9月3月発売号(講談社)
- 別冊ヤングチャンピオン(秋田書店)
- ヤングアニマル(白泉社)
- FLASH(光文社)
- 週刊SPA!(扶桑社)
- FLASH(光文社)
- 旬撮GIRL(扶桑社)
- アームズマガジン(ホビージャパン、表紙)

カレンダー
- 松島かのん2025年カレンダー(わくわく製作所)

ファッションショー
- 東京トップキッズコレクション(2016年)
- GirlsAward2016ss
- STARRZ TOKYO(2024年)

その他
- コナミデジタルエンタテインメント PlayStation 5「プロ野球スピリッツ2024-2025」白球のキセキモード マネージャー役（2024年）[25]

## 作品

### 写真集
- ボクとかのん。（2024年4月1日、主婦の友社、撮影：藤本和典）ISBN 978-4074595952[26]

### デジタル写真集
- ブルートリップ 制コレ22（2022年7月21日、集英社［YJ PHOTO BOOK］、撮影：Takeo Dec.）共演：蓬莱舞、エイミー、石井優希、麻生果恩[27]
- ふたりかける 制コレ22（2022年11月2日、集英社［YJ PHOTO BOOK］、撮影：HIROKAZU）共演：エイミー[28]
- 愛媛弁がかわいすぎるJK（2023年3月6日、集英社［週プレ PHOTO BOOK］、撮影：田口まき）[29]
- 青くて 白くて 制コレ22（2023年4月6日、集英社［YJ PHOTO BOOK］、撮影：桑島智輝）共演：蓬莱舞、石井優希、麻生果恩[30]
- つかまえて！（2023年10月5日、集英社［YJ PHOTO BOOK］撮影：細居幸次郎）[31]
- DAILY DIARY（2023年12月22日、主婦の友社［STRiKE! DIGITAL PHOTOBOOK 043］、撮影：HIROKAZU）[32]
- ヒロインは17歳！ vol.1･2（2024年1月4日、講談社［FRIDAYデジタル写真集］、撮影：栗山秀作）[33][34]
- 青春の最終ページ（2024年2月19日、集英社［週プレ PHOTO BOOK］、撮影：藤本和典）[35]
- 夏の光、はじけて（2024年8月8日、講談社［週刊現代デジタル写真集］、撮影：栗山秀作）[36]
- あま〜い同棲生活 vol.1･2（2024年9月26日、講談社［FRIDAYデジタル写真集］、撮影：熊木優）[37][38]
- 勝利の女神（2024年10月1日、秋田書店［ヤングチャンピオンデジグラ］、撮影：篠田直人）[39]
- 今しか見られない（2024年11月22日、扶桑社［SPA!デジタル写真集］、撮影：細居幸次郎）[40]
- 気になるあの子（2025年3月25日、扶桑社［FLASHデジタル写真集］、撮影：ヨシダショーヘイ）[41]
- Arms MAGAZINE DIGITAL PHOTO BOOK （2025年6月28日、ホビージャパン［Arms MAGAZINE デジタル写真集］）[42]